# ایندراجیت
ایندراجیت (به هندی: Indrajeet) فیلمی محصول سال ۱۹۹۱ و به کارگردانی کی. وی راجو است. در این فیلم بازیگرانی همچون آمیتاب باچان، جایا پرادا، کومار گاراو، نیلم کوتهاری، قادرخان، سعید جعفری ایفای نقش کرده‌اند.

## خلاصه داستان
ایندراجیت، پلیس وظیفه شناس که سالها قبل در راه انجام وظیفه از عشق خود جدا افتاده، حال در دوران بازنشستگی به سر می‌برد و تنها دلخوشی زندگی اش دخترش نیلوست.زمانی که نیلو توسط چهارنفر مورد تعرض قرار گرفته و کشته میشود، ایندراجیت دست به دامن قانون میشود ولی پاسخی نمی‌گیرد.اکنون نوبت آن است که ایندراجیت خودش قانون را بدست گرفته و جنایتکاران را به مجازات برساند و...

## بازیگران و صداپیشگان
| نقش        | بازیگر             | دوبلُر              |
| ایندراجیت  | آمیتاب باچان       | سعید مظفری         |
| شانتی      | جایا پرادا         | الیزا اورامی       |
| نیلو       | نیلام کوتاری       | نرگس فولادوند      |
| ویجی       | کومار گورو         | علیرضا باشکندی     |
| شیام سوندر | ساداشیو آمراپورکار | پرویز ربیعی        |
| ساداچودری  | قادر خان           | خسرو شایگان        |
| دیندایال   | سعید جعفری         | حمید منوچهری       |
| سودیر      | ویجایاندرا گاتگه   | جلال مقامی         |
| ماهش       | ماهش آناند         | بهمن هاشمی         |
| آجیت       | آجیت پال منگات     | وحید منوچهری       |
| ویشنو      | اوتار گیل          | مهدی آرین نژاد     |
| دوست آجیت  | آجینکیا دیو        | علی اصغر رضایی نیک |
| چاندو      | سورش چاتوال        | مهدی آرین نژاد     |